# Брејси (Вирџинија)
Брејси (енгл. Bracey) насељено је место без административног статуса у америчкој савезној држави Вирџинија.

## Демографија
По попису из 2010. године број становника је 1.554.
| Група             | 2000.    | 2010.         |
| Белци             | 0 (0,0%) | 1.299 (83,6%) |
| Афроамериканци    | 0 (0,0%) | 180 (11,6%)   |
| Азијати           | 0 (0,0%) | 20 (1,3%)     |
| Хиспаноамериканци | 0 (0,0%) | 26 (1,7%)     |
| Укупно            | 0        | 1.554         |